# مهاشر الهمالايا
مهاشر الهمالايا أو المهاشر الذهبي (الاسم العلمي: Tor putitora)، هو أحد من الأنواع المهددة بالانقراض من أسماك الشبوطيات التي توجد في الجداول والمسابح النهرية والبحيرات في منطقة جبال الهمالايا وجنوب آسيا، والتي تتراوح من جنوب إيران إلى سريلانكا، ومن الشرق إلى تايلاند. وتُعد سمكة رياضة الصيد وأكبر أنواع المهاشر، ويمكن أن يصل طولها إلى 2.75 متر ووزنها إلى 54 كيلوغرام (119 رطل)، على الرغم من أن معظمها اليوم أصغر بكثير. وهي مهددة بفقدان وتدهور الموائل والصيد المُفرِط، وقد انخفضت بالفعل بأكثر من 50٪ تقريباً. توجد هذه الأنواع القارتة بشكل عام بالقرب من سطح الماء الذي تتراوح درجة حرارته من 13 إلى 30 درجة مئوية (55-86 درجة فهرنهايت).
يُعد مهاشر الهمالايا السمك الوطني في باكستان.